# 高碘酸铁钾
高碘酸铁钾是一种无机化合物，化学式为K2FeIO6，与锂离子反应生成黄色的KLi[FeIO6]沉淀，用作分析化学中鉴定锂离子的试剂。可由铁离子与高碘酸根反应，调节pH制得。